# Kotuku Ngawati
Kotuku Ngawati (ur. 16 czerwca 1994 w Melbourne) – australijska pływaczka specjalizująca się w stylu zmiennym i dowolnym, wicemistrzyni świata na krótkim basenie (2010) i brązowa medalistka mistrzostw świata na długim basenie.

## Kariera
W 2010 roku, mając 16 lat, na mistrzostwach świata na krótkim basenie w Dubaju zdobyła srebrny medal na dystansie 100 m stylem zmiennym (59,27 s).
Sześć lat później, podczas igrzysk olimpijskich w Rio de Janeiro w eliminacjach 200 m stylem zmiennym uzyskała czas 2:13,05 min i nie zakwalifikowała się do półfinału.
Na mistrzostwach świata w Budapeszcie w 2017 roku zdobyła brązowy medal, płynąc w sztafecie 4 × 200 m stylem dowolnym. W konkurencji 200 m stylem zmiennym zajęła 16. miejsce z czasem 2:14,07 min.

## Życie prywatne
Ngawati jest pochodzenia maoryskiego.